# Angel Salvadore
Angel Salvadore, conosciuta anche come Angel e successivamente come Tempest, è un personaggio dei fumetti, creato da Grant Morrison (testi) ed Ethan Van Sciver (disegni) nel 2001, pubblicato dalla Marvel Comics. La sua prima apparizione è in New X-Men n. 118.

## Biografia del personaggio
Angel Salvadore, a causa della sua mutazione, venne cacciata via da casa dal suo patrigno. La mattina seguente si svegliò e uscì da un alveolo con addosso delle ali di vespa: venne subito accerchiata e catturata da un gruppo di U-mani, cacciatori di mutanti che cercavano delle parti del corpo dei mutanti per venderli. Salvata da Wolverine che uccise tutti i mercenari, venne portata all'Istituto degli X-Men.
Dopo aver baciato il suo compagno di scuola Becco per scommessa, iniziò a innamorarsi di lui; quando Magneto distrusse la scuola e dominò New York stavano dalla sua parte; Becco però si ribellò a Magneto che lo scaraventò in aria assieme a delle macchine e minacciò di uccidere Ernst, una bambina mutante; Angel lo fermò rischiando di essere uccisa ma gli X-Men, con l'aiuto di Becco e Fantomex, sconfissero Magneto.

### Exiles
Quando Becco venne reclutato dagli Exiles, lui venne scardinato dalla sua linea temporale, divenendo incapace di comunicare con la sua famiglia; Angel credette che lui se ne fosse andato via.

### Decimation
Quando Becco tornò nella realtà di Angel, subì l'effetto della devastante follia di Wanda Maximoff che cancellò il gene mutante dalla maggior parte dei mutanti facendogli perdere i poteri.

### New Warriors
Angel, con il nome in codice di Tempest, farà parte con Becco della nuova formazione dei New Warriors, decisa a opporsi alla registrazione.

## Poteri e abilità
Da mutante Angel aveva delle ali che le permettevano di volare e emettere onde di ultrasuoni. Poteva inoltre vomitare una sostanza altamente acida, con la quale consumava anche il cibo.
Da umana la tecnologia dei New Warriors a sua disposizione le permette di volare e di controllare il fuoco, l'acqua ed il vento; non si sa ancora che limite abbia questa capacità.

## Altri media
Nel film X-Men - L'inizio (2011) Angel Salvadore è interpretata dall'attrice Zoë Kravitz. Inoltre nel sequel X-Men - Giorni di un futuro passato (2014) viene citata da Magneto, che rivela che è morta. Una sua foto si vede nella scena in cui Mystica sfoglia uno schedario che rappresenta i mutanti su cui la Trask Industries ha fatto esperimenti.